# Notonemoura alisteri
Notonemoura alisteri is een steenvlieg uit de familie Notonemouridae. De wetenschappelijke naam van de soort is voor het eerst geldig gepubliceerd in 1968 door McLellan.